# 德重、名古屋藝大站
德重、名古屋藝大站（日语：／ Tokushige-Nagoya-Geidai eki */?）是一個位於日本愛知縣北名古屋市德重廣畑35，屬於名古屋鐵道犬山線的鐵路車站。車站編號為IY05。

## 車站構造
可停靠8節編組的對向式月台2面2線地面車站。
| 月台 | 路線   | 方向 | 目的地               |
| ---- | ------ | ---- | -------------------- |
| 1    | 犬山線 | 下行 | 岩倉、犬山方向       |
| 2    | 犬山線 | 上行 | 名鐵名古屋、金山方向 |

### 配線圖
| ← 名古屋方向    | 德重、名古屋藝大站 構內配線略圖 | → 岩倉、 犬山方向 |
| 图例 参考文献： |                                 |                   |

## 相鄰車站
名古屋鐵道
 犬山線
□μ-SKY、□快速特急、■特急、□快速急行、■急行、■準急
通過
■普通
西春（IY04）－德重·名古屋藝大（IY05）－大山寺（IY06）

## 外部連結
- 德重·名古屋藝大 - 名古屋鐵道